# Pleurogramme nuda
Pleurogramme nuda là một loài dương xỉ trong họ Polypodiaceae. Loài này được K.I.Goebel mô tả khoa học đầu tiên năm 1924.
Danh pháp khoa học của loài này chưa được làm sáng tỏ. 